# Vanikoro granulosa
Vanikoro granulosa is een slakkensoort uit de familie van de Vanikoridae. De wetenschappelijke naam van de soort is voor het eerst geldig gepubliceerd in 1845 door Recluz.